# 小合溜井

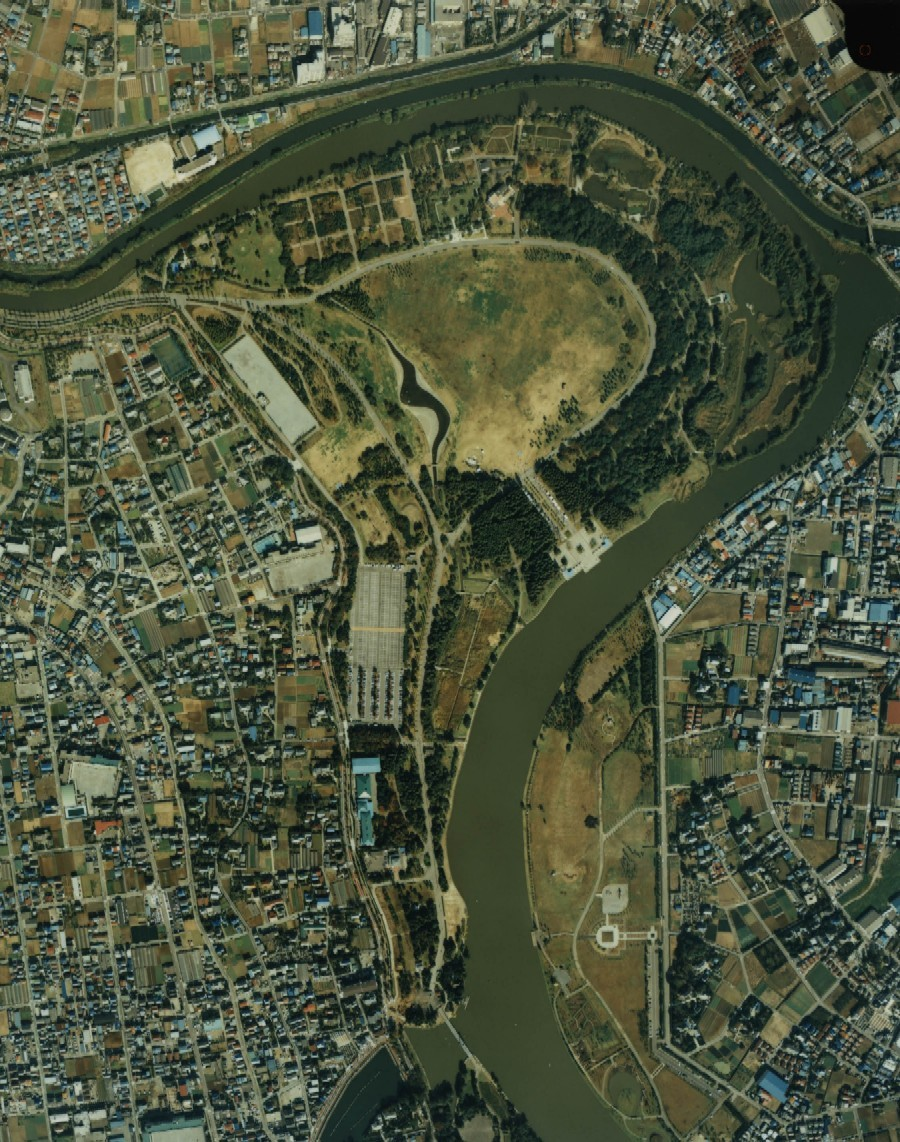
小合溜井

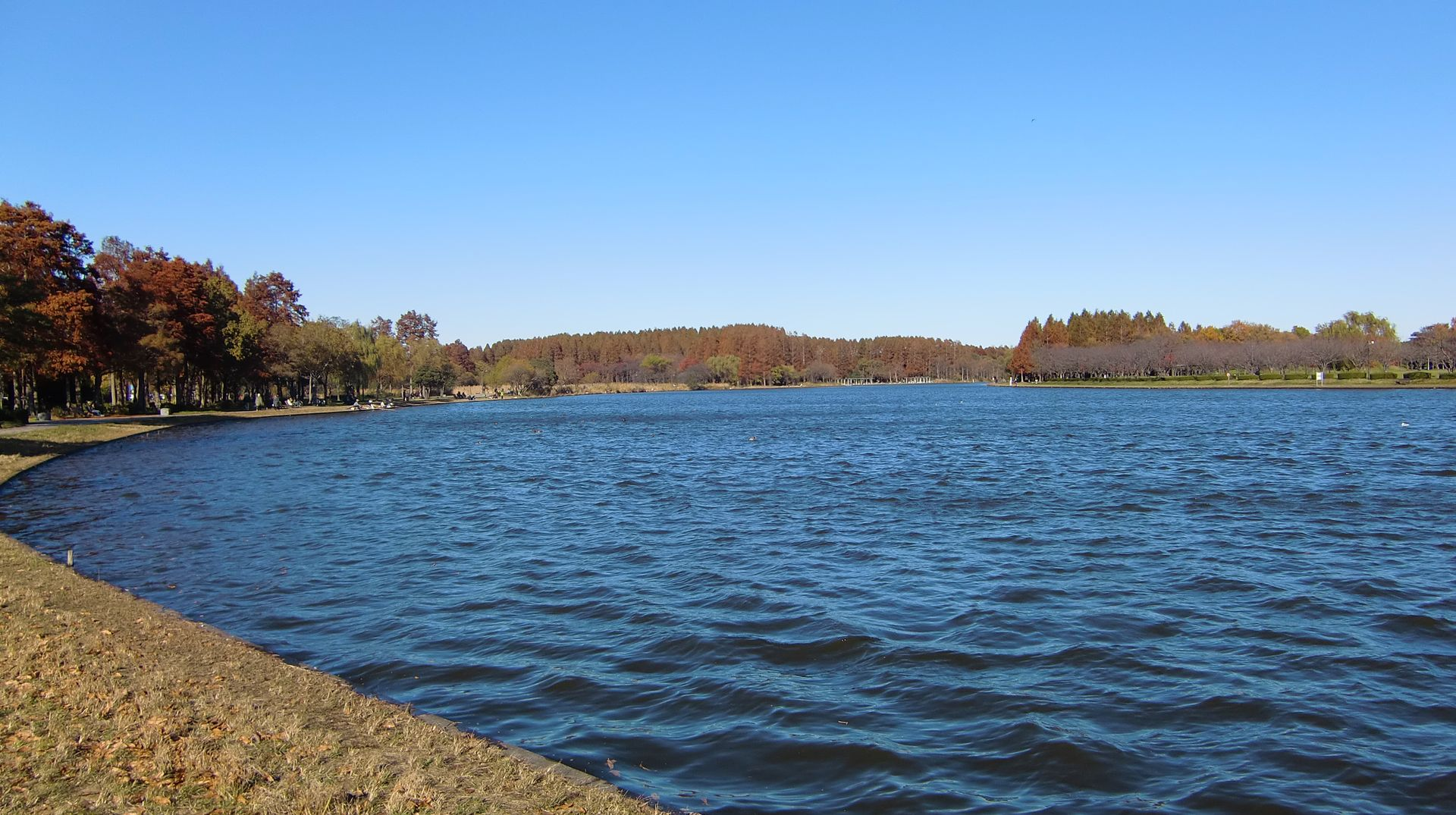
水元公園的小合溜井

小合溜井（日语：／）是日本東京都葛飾區與埼玉縣三鄉市之間的水池。又稱小合溜（日语：／）。
在河川法上屬於準用河川。

## 概要
小合溜井是1729年（享保14年）在德川吉宗指示下，為了治水與調整灌溉用水，由紀州藩出身的井澤彌惣兵衛所建造的溜井。「溜井」是為了確保用水而堵河形成的用水池。
小合溜井後來成為東葛西領50多町村的水源，因此又稱「水元」。
現在的小合溜井葛飾區側整備為水元公園，三鄉市側整備為三鄉公園。雖然是東京都與埼玉縣的縣界，但兩方尚未完成邊界劃定。
1991年（平成3年）3月15日，小合溜井指定為準用河川。
為了防止水患，小合溜井在東京側有條土堤（稱做櫻堤或水元櫻堤），是染井吉野櫻花期的賞櫻景點。

## 外部連結
- 水元小合溜 （页面存档备份，存于）

35°47′17″N 139°52′16″E / 35.788059°N 139.871074°E